# Jonquerets-de-Livet
Jonquerets-de-Livet, informalment anomenat Les Jonquerets-de-Livet, és un municipi francès al departament de l'Eure (regió de Normandia). L'any 2007 tenia 284 habitants. El municipi fou creat el 1844 mitjançant l'agregació de les localitats de Livet-en-Ouche i Les Jonquerets, aquest un feu de la baronia de Ferrières; apareix escrit com Les Junchereiz i Junkereis (vers 1209) Jonkereis MR Jonquereta, Junquereti (1381), Junqueri (1469), Les Jonquerez (vers 1610).

## Demografia

### Població
El 2007 la població de fet de Les Jonquerets-de-Livet era de 284 persones. Hi havia 108 famílies, de les quals 20 eren unipersonals (8 homes vivint sols i 12 dones vivint soles), 40 parelles sense fills i 48 parelles amb fills.
La població ha evolucionat segons el següent gràfic:

### Habitatges
El 2007 hi havia 136 habitatges, 107 eren l'habitatge principal de la família, 25 eren segones residències i 4 estaven desocupats. Tots els 136 habitatges eren cases. Dels 107 habitatges principals, 86 estaven ocupats pels seus propietaris, 19 estaven llogats i ocupats pels llogaters i 2 estaven cedits a títol gratuït; 1 tenia dues cambres, 21 en tenien tres, 33 en tenien quatre i 52 en tenien cinc o més. 87 habitatges disposaven pel capbaix d'una plaça de pàrquing. A 45 habitatges hi havia un automòbil i a 62 n'hi havia dos o més.

### Piràmide de població
La piràmide de població per edats i sexe el 2009 era:
| Homes | Edats   | Dones |
| ----- | ------- | ----- |
| 0     | 95 o +  | 0     |
| 0     | 90 a 94 | 0     |
| 4     | 85 a 89 | 4     |
| 0     | 80 a 84 | 0     |
| 4     | 75 a 79 | 4     |
| 12    | 70 a 74 | 4     |
| 0     | 65 a 69 | 4     |
| 16    | 60 a 64 | 8     |
| 0     | 55 a 59 | 4     |
| 12    | 50 a 54 | 0     |
| 12    | 45 a 49 | 16    |
| 8     | 40 a 44 | 4     |
| 16    | 35 a 39 | 12    |
| 12    | 30 a 34 | 0     |
| 8     | 25 a 29 | 16    |
| 0     | 20 a 24 | 4     |
| 4     | 15 a 19 | 8     |
| 20    | 10 a 14 | 4     |
| 12    | 5 a 9   | 8     |
| 4     | 0 a 4   | 24    |

## Economia
El 2007 la població en edat de treballar era de 185 persones, 145 eren actives i 40 eren inactives. De les 145 persones actives 129 estaven ocupades (70 homes i 59 dones) i 16 estaven aturades (7 homes i 9 dones). De les 40 persones inactives 11 estaven jubilades, 18 estaven estudiant i 11 estaven classificades com a «altres inactius».

### Ingressos
El 2009 a Les Jonquerets-de-Livet hi havia 106 unitats fiscals que integraven 287 persones, la mediana anual d'ingressos fiscals per persona era de 17.181 €.

### Activitats econòmiques
Dels 9 establiments que hi havia el 2007, 1 era d'una empresa de fabricació d'altres productes industrials, 3 d'empreses de construcció, 1 d'una empresa de transport i 4 d'empreses de serveis.
Dels 3 establiments de servei als particulars que hi havia el 2009, 1 era un paleta, 1 fusteria i 1 lampisteria.
L'any 2000 a Les Jonquerets-de-Livet hi havia 17 explotacions agrícoles que ocupaven un total de 642 hectàrees.

## Poblacions properes
El següent diagrama mostra les poblacions més properes.